# Кабардинская равнина
Кабарди́нская равни́на (кабард.-черк. Къэбэрдей щӏызахуэ, дигор. Будури Кæсæг / Buduri Kæsæg) — равнина в северо-восточной части Кабардино-Балкарии, расположенная в Предкавказье, в бассейне реки Терек к югу от низовья Малки.
Равнина наклонена от подножия гор Большого Кавказа на северо-восток (абсолютная высота снижается в этом направлении от 500 до 200 м). Сложена галечниками, перекрытыми лёссовидными суглинками. На равнине преобладают чернозёмные и лугово-чернозёмные почвы, на которых взращивают зерновые, технические, бахчевые и другие культуры).